# Elbert D. Thomas
Elbert Duncan Thomas, född 17 juni 1883 i Salt Lake City, död 11 februari 1953 i Honolulu, var en amerikansk demokratisk politiker. Han representerade delstaten Utah i USA:s senat 1933-1951.
Thomas utexaminerades 1906 från University of Utah. Han gifte sig 1907 med Edna Harker i Salt Lake-templet. Paret fick tre döttrar. Thomas tjänstgjorde som missionär i Japan 1907-1912. Han översatte Way of Salvation, en av mormonkyrkans skrifter, till japanska. Han undervisade i latin och grekiska vid University of Utah 1914-1916. Han bedrev sedan fortsatta studier vid University of California, Berkeley. Han var professor i statsvetenskap vid University of Utah 1924-1933.
Thomas efterträdde 1933 Reed Smoot som senator för Utah. Han efterträddes 1951 av Wallace F. Bennett. Thomas avled 1953 och han gravsattes på Salt Lake City Cemetery.